# Fossilfundstelle Arroio Cancela
Koordinaten: 29° 41′ 42,2″ S, 53° 47′ 43,5″ W

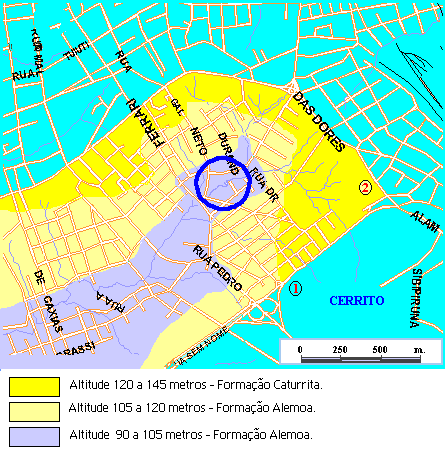
Abbildung 1: Im Kreis die Fossilfundstelle Arroio Cancela

Die Fossilfundstelle Arroio Cancela ist ein Fundort von fossilen Wirbeltieren aus der Obertrias in Brasilien.
Arroio Cancela befindet sich im Zentrum der über 270.000 Einwohner zählenden Stadt Santa Maria im Bezirk Nossa Senhora de Lourdes des Bundesstaates Rio Grande do Sul. Die Fundstelle liegt in den etwa 225 Millionen Jahre alten Rotsedimenten der Santa-Maria-Formation in 107 Metern Höhe über dem Meeresspiegel.
35 Meter oberhalb von Arroio Cancela wurden weitere Fossilfundstellen entdeckt: die Fossilfundstelle Largo Padre Daniel Cargnin und die Fossilfundstelle Bela Vista. Daniel Cargnin hatte an der nach ihm benannten Fossilfundstelle (Punkt 1, Abbildung 2) einst den Fund des Eucynodontier Therioherpeton cargnini gemacht und an der Fossilfundstelle Bela Vista (Punkt 2, Abbildung 2) kamen Bruchstücke eines noch nicht bestimmten Schädels zum Vorschein. Die zuletzt genannten Fundstellen liegen in der Nähe des Cerrito-Hügels und sind stratigraphisch höher einzustufen, sie gehören bereits zur Caturrita-Formation.

## Beschreibung der Fundstelle

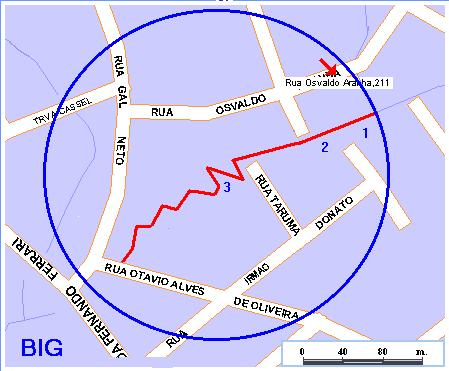
Abbildung 2: Die einzelnen Fundstellen etwas vergrößert

Die Fossilfundstelle ist ein Teil des Geoparks Paleorrota und liegt etwa 600 Meter vom zentralen Busbahnhof Santa Marias entfernt. In etwa 100 Meter Entfernung liegt die Schule Staatsgeneral Edson de Figueiredo an der Straßenecke Irmão Donato/Otavio Alves de Oliveira in unmittelbarer Nähe eines Einkaufszentrums.
Das kreisförmig umrandete Gebiet umfasst neun Hektar, es wird ab der Straße Osvaldo Aranha bis hin zur Avenue Fernando Ferrari von dem Bach Cancela, einem Arroyo, durchflossen. Der Bach hat das anstehende rote Sedimentgestein freigelegt und somit den Zugang zu den Fossilien ermöglicht. Die jeweiligen Fossilfundstellen sind als Punkte 1, 2 und 3 in Abbildung 2 aufgeführt. Zur Dimensionierung: die Strecke von Punkt 1 bis Punkt 3 beträgt 185 Meter, die Strecke von Punkt 3 bis zur Straße Otavio Alves de Oliveira misst 142 Meter.
Beschreibung der Fossilien:
1. 1974 wurde ein Exemplar eines jungen Echsenbeckendinosauriers unbekannter systematischer Stellung entdeckt. Die Körperlänge beträgt 70 Zentimeter von Kopf bis zum Schwanzende. Etwa 50 Prozent der Schädelknochen sind vorhanden, das Körperskelett (Postcranium) ist zu 70 Prozent erhalten. Die Wirbelsäule liegt vollständig und mit zusammenhängenden Wirbelkörpern vor. Der Kopf des Tiers war klein im Vergleich zum übrigen Körper, der Schwanz war lang und dünn und die Zähne waren abgerundet und nicht spitz zulaufend wie bei Fleischfressern. Vermutlich handelt es sich daher um eine vegetarisch lebende Art. (Das Fossil ging verloren).
2. 1975 wurde ein Rhynchosaurier gefunden, dessen Schädel fehlte. Vom Körper waren ungefähr 30 Prozent des Knochenmaterials erhalten und die Wirbel waren miteinander verbunden (auch dieses Fossil ging verloren). An derselben Stelle wurde im Jahr 2005 ein junger Rhynchosaurier geborgen, dessen Wirbel jedoch voneinander getrennt vorlagen.
3. 2004 wurden vier jugendliche Exemplare des „säugetierähnlichen Reptils“ Exaeretodon geborgen. Ein Großteil des Knochenmaterials des Rumpfes sowie die Wirbelkörper wurden getrennt voneinander gefunden, die Knochen müssen daher eine starke Umlagerung erfahren haben, bevor sie endgültig in das Sediment eingebettet wurden. Im Jahr 2002 war an der gleichen Stelle ein Rhynchosaurier zum Vorschein gekommen, der noch 60 Prozent der Knochen aus dem Rumpfbereich aufweisen konnte und dessen Wirbel zusammenhingen. Diese Fossilien wurden der Universidade Federal do Rio Grande do Sul (UFRGS) übergeben.

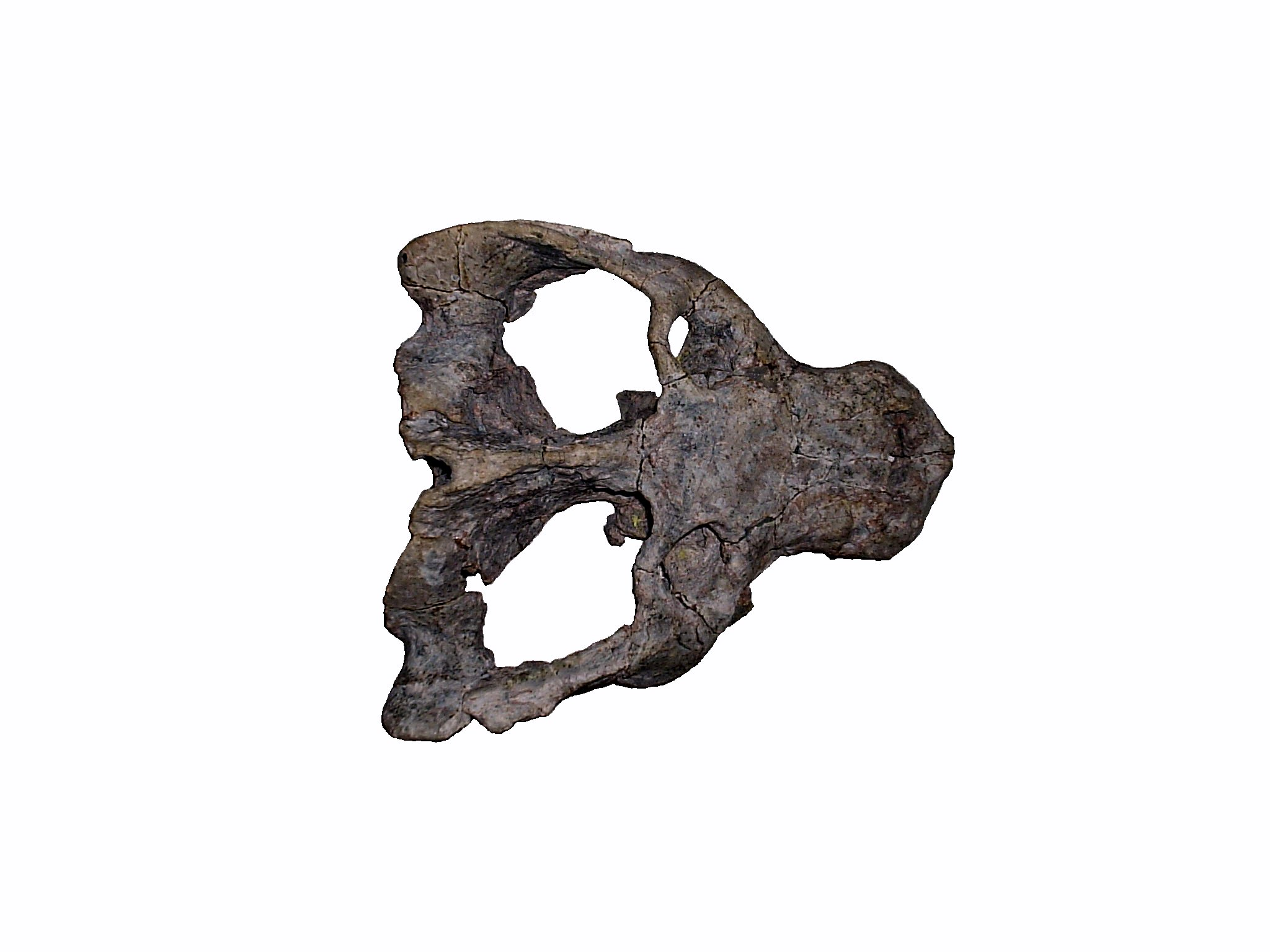
Schädel eines jungen Exaeretodons